# Backavallens IP
Backavallens IP är en idrottsanläggning för fotboll, friidrott och amerikansk fotboll, i Göteborg i Västra Götalands län. Idrottsanläggningen är hemmaplan för division 1-klubben i amerikansk fotboll Göteborg Giants och fotbollsklubben Hisingsbacka FC.